# James Hong
James Hong (Minneapolis, 22 febbraio 1929) è un attore, doppiatore e regista statunitense.
È stato anche Presidente della Association of Asian/Pacific American Artists (AAPAA).

## Biografia
Figlio di Frank W. Hong, un ristoratore di Chicago emigrato da Hong Kong. Il nonno è di Taishan, Cina. Hong però vive a Hong Kong fino all'età di 10 anni, quando tornerà negli Stati Uniti. Studia Ingegneria Civile alla University of Southern California, ma più tardi comincerà ad interessarsi alla recitazione. Nei suoi sette anni e mezzo di servizio come Ingegnere stradale presso la contea di Los Angeles, Hong può dare sfogo alla sua passione artistica solamente nei giorni di vacanza o di malattia. Una volta licenziatosi, potrà dedicarsi alla recitazione a tempo pieno.

### Carriera cinematografica
La carriera di Hong comincia negli anni cinquanta come doppiatore di film orientali, tra cui Godzilla (1956). Hong è tra i fondatori originali della East West Players, una delle prime organizzazioni teatrali asiatico-americane. Ha recitato in più di 500 tra film e telefilm. Tra i suoi più recenti lavori sono da menzionare Ultimatum alla Terra (2008), in cui appare in un cameo, e Kung Fu Panda (2008), in cui doppia Mr. Ping, che gli varrà la nomination agli Annie Award. Tra i suoi ruoli più famosi, quello del fantasma del malvagio stregone cinese David Lo Pan in Grosso guaio a Chinatown (1986), Chew, costruttore di occhi per replicanti nel cult di fantascienza Blade Runner (1982) , il Dr. Hong ne Il bambino d'oro (1986), Edgar Poe Wang detto "Moccolo", il maestro di "Caccola" in La Rivincita dei Nerds II (1987) e Quan in Tango & Cash (1989).
Da menzionare il suo lavoro come doppiatore: tra gli altri, ha infatti prestato la voce al malvagio stregone Dalong Wong nella serie animata Le avventure di Jackie Chan (2002-2004), a Chi Fu in Mulan (1998), e a una serie di personaggi dei videogiochi. Nell'anno 2007 ha partecipato come guest star in un episodio della serie Chuck. Sempre nel 2007 interpreta un ruolo nel settimo episodio della prima stagione di The Big Bang Theory nella parte di Chen, il proprietario del ristorante cinese, personaggio che rivestirà ancora nel 2008 nel diciassettesimo episodio.
Nel corso della sua carriera ha avuto modo di cimentarsi anche come regista, nei film Teen Lust (1970), L'immortale (1989) e Amicizie pericolose (1999).

## Filmografia parziale

### Cinema
- L'avventuriero di Hong Kong (Soldier of Fortune), regia di Edward Dmytryk (1955)
- L'amore è una cosa meravigliosa (Love Is a Many-Splendored Thing), regia di Henry King (1955)
- Oceano rosso (Blood Alley), regia di John Farrow (1955)
- Inno di battaglia (Battle Hymn), regia di Douglas Sirk (1957)
- La porta della Cina (China Gate), regia di Samuel Fuller (1957)
- Il settimo peccato (The Seventh Sin), regia di Ronald Neame (1957)
- Blood and Steel, regia di Bernard L. Kowalski (1959)
- Sacro e profano (Never So Few), regia di John Sturges (1959)
- Fior di loto (Flower Drum Song), regia di Henry Koster (1961)
- Stazione 3: top secret (The Satan Bug), regia di John Sturges (1965)
- Una spia di troppo (One Spy Too Many), regia di Joseph Sargent (1966)
- L'invasione - Marte attacca Terra (Destination Inner Space), regia di Francis D. Lyon (1966)
- Quelli della San Pablo (The Sand Pebbles), regia di Robert Wise (1966)
- La cortina di bambù (The Bamboo Saucer), regia di Frank Telford (1968)
- Colossus: The Forbin Project, regia di Joseph Sargent (1970)
- Il re delle isole (The Hawaiians), regia di Tom Gries (1970)
- Il caso Carey (The Carey Treatment), regia di Blake Edwards (1972)
- Dynamite Brothers, regia di Al Adamson (1974)
- Chinatown, regia di Roman Polański (1974)
- La gang della spider rossa (No Deposit, No Return), regia di Norman Tokar (1976)
- Questa terra è la mia terra (Bound for Glory), regia di Hal Ashby (1976)
- Il più grande amatore del mondo (The World's Greatest Love), regia di Gene Wilder (1977)
- Vittorie perdute (Go Tell the Spartans), regia di Ted Post (1978)
- Una strana coppia di suoceri (The In-Laws), regia di Arthur Hiller (1979)
- L'aereo più pazzo del mondo (Airplane!), regia di Jim Abrahams, David Zucker, Jerry Zucker (1980)
- L'assoluzione (True Confessions), regia di Ulu Grosbard (1981)
- Jeans dagli occhi rosa (So Fine), regia di Andrew Bergman (1981)
- Blade Runner, regia di Ridley Scott (1982)
- Yes, Giorgio, regia di Franklin J. Schaffner (1982)
- All'ultimo respiro (Breathless), regia di Jim McBride (1983)
- Trancers - Corsa nel tempo (Ninja III: The Domination), regia di Charles Band (1984)
- Rombo di tuono (Missing in Action), regia di Joseph Zito (1984)
- Grosso guaio a Chinatown (Big Trouble in Little China), regia di John Carpenter (1986)
- Il bambino d'oro (The Golden Child), regia di Michael Ritchie (1986)
- La vedova nera (Black Widow), regia di Bob Rafelson (1987)
- La rivincita dei nerds II (Revenge of the Nerds II: Nerds in Paradise), regia di Joe Roth (1987)
- China Girl, regia di Abel Ferrara (1987)
- Vice Versa - Due vite scambiate (Vice Versa), regia di Brian Gilbert (1988)
- Tax Season, regia di Tom Law (1989)
- L'immortale (The Vineyard), regia di James Hong, William Rice (1989)
- The Jitters, regia di John Fasano (1989)
- Tango & Cash, regia di Andrej Končalovskij, rimpiazzato poi da Albert Magnoli (1989)
- Zona d'ombra (Shadowzone), regia di J.S. Cardone (1990)
- Il grande inganno (The Two Jakes), regia di Jack Nicholson (1990)
- Caged Fury, regia di Bill Milling (1990)
- Bethune: Il mitico eroe (Bethune: The Making of a Hero), regia di Phillip Borsos (1990)
- Dragonfight, regia di Warren A. Stevens (1990)
- Arma perfetta (The Perfect Weapon), regia di Mark DiSalle (1991)
- Due sbirri a Hong Kong (Crime Lords), regia di Wayne Crawford (1991)
- Vediamoci stasera... porta il morto (Mystery Date), regia di Jonathan Wacks (1991)
- Goodbye Paradise, regia di Dennis Christianson, Tim Savage (1991)
- Missing Pieces, regia di Leonard Stern (1992)
- Body Trouble, regia di Bill Milling (1992)
- Sotto i colpi dell'aquila (Talons of the Eagle), regia di Michael Kennedy (1992)
- Gengis Khan, regia di Ken Annakin (1992)
- L.A. Goddess, regia di Jag Mundhra (1993)
- Merlin, regia di Paul Hunt (1993)
- Fusi di testa 2 (Wayne's World 2), regia di Stephen Surijk (1993)
- L'uomo ombra (The Shadow), regia di Russell Mulcahy (1994)
- Operation Golden Phoenix, regia di Jalal Mehri (1994)
- Silent Fury, regia di Eric Louzil (1994)
- Bad Company, regia di Damian Harris (1995)
- Tank Girl, regia di Rachel Talalay (1995)
- Gladiator Cop, regia di Nick Rotundo (1995)
- Quando gli elefanti volavano (Operation Dumbo Drop), regia di Simon Wincer (1995)
- Cyber Bandits, regia di Erik Fleming (1995)
- Guns and Lipstick, regia di Jenö Hodi (1995)
- The Secret Agent Club, regia di John Murlowski (1996)
- Infinity, regia di Matthew Broderick (1996)
- South Beach Academy, regia di Joe Esposito (1996)
- Bloodsport III, regia di Alan Mehrez (1996)
- La mia flotta privata (McHale's Navy), regia di Bryan Spicer (1997)
- Catherine's Grove, regia di Rick King (1997)
- L'angolo rosso - Colpevole fino a prova contraria (Red Corner), regia di Jon Avnet (1997)
- Broken Vessels, regia di Scott Ziehl (1998)
- G2 Time Warrior, regia di Nick Rotundo (1999)
- L'arte della guerra (The Art of War), regia di Christian Duguay (2000)
- The Curio Trunk, regia di Duane Stinnett – cortometraggio (2000)
- The Ghost, regia di Douglas Jackson (2001)
- Pray Another Day, regia di Jeff Rector – cortometraggio (2003)
- Ghost Rock, regia di Dustin Rickert (2003)
- Latin Dragon, regia di Scott Thomas (2004)
- Forbidden Warrior, regia di Jimmy Nickerson (2005)
- American Fusion, regia di Frank Lin (2005)
- One Night with You, regia di Joe D'Augustine (2006)
- Adventures of Johnny Tao, regia di Kenn Scott (2007)
- Shanghai Kiss, regia di Kern Konwiser, David Ren (2007)
- Balls of Fury - Palle in gioco (Balls of Fury), regia di Robert Ben Garant (2007)
- Ultimatum alla Terra (The Day the Earth Stood Still), regia di Scott Derrickson (2008)
- How to Make Love to a Woman, regia di Scott Culve (2010)
- Safe, regia di Boaz Yakin (2012)
- R.I.P.D. - Poliziotti dall'aldilà (R.I.P.D.), regia di Robert Schwentke (2013)
- Everything Everywhere All at Once, regia di Daniel Kwan e Daniel Scheinert (2022)

### Televisione
- TV Reader's Digest – serie TV, episodio 2x04 (1955)
- Crossroads – serie TV, episodio 1x15 (1956)
- Crusader – serie TV, episodio 1x33 (1956)
- Le avventure di Charlie Chan (The New Adventures of Charlie Chan) – serie TV, 37 episodi (1957-1958)
- Flight – serie TV, episodio 1x26 (1958)
- Le avventure di Rin Tin Tin (The Adventures of Rin Tin Tin) – serie TV, 1 episodio (1959)
- Zorro – serie TV, 1 episodio (1959)
- Cimarron City – serie TV, episodio 1x24 (1959)
- Peter Gunn – serie TV, episodio 1x33 (1959)
- Sugarfoot – serie TV, episodio 3x10 (1960)
- Rescue 8 – serie TV, episodio 2x23 (1960)
- Bonanza – serie TV, 2 episodi (1960)
- Hong Kong – serie TV, episodi 1x05-1x12 (1960)
- Hawaiian Eye – serie TV, episodi 1x19-2x05-2x30-3x05 (1960-1961)
- Avventure in paradiso (Adventures in Paradise) – serie TV, episodi 3x04-3x20 (1961-1962)
- 87ª squadra (87th Precinct) – serie TV, 1 episodio (1962)
- Scacco matto (Checkmate) – serie TV, episodio 2x27 (1962)
- Have Gun - Will Travel – serie TV, episodio 5x31 (1962)
- Perry Mason – serie TV, 2 episodi (1962-1963)
- Ensign O'Toole – serie TV, episodi 1x04-1x06-1x17 (1962-1963)
- Slattery's People – serie TV, episodio 1x08 (1964)
- Il ragazzo di Hong Kong (Kentucky Jones) – serie TV, episodio 1x04 (1964)
- Ben Casey – serie TV, episodio 5x09 (1965)
- The Wackiest Ship in the Army – serie TV, episodi 1x01-1x15-1x16 (1965-1966)
- Le spie (I Spy) – serie TV, 4 episodi (1965-1967)
- Iron Horse – serie TV, episodi 1x02-1x30 (1966-1967)
- Strega per amore (I Dream of Jeannie) – serie TV, 1 episodio (1966)
- Tre nipoti e un maggiordomo (Family Affair) – serie TV, episodi 2x29-4x10 (1968-1969)
- Missione impossibile (Mission: Impossible) – serie TV, 1 episodio (1971)
- Cannon – serie TV, 1 episodio (1975)
- Baretta – serie TV, 1 episodio (1976)
- Agenzia Rockford (The Rockford Files) – serie TV, 1 episodio (1976)
- Le strade di San Francisco (The Streets of San Francisco) – serie TV, 2 episodi (1976)
- La donna bionica (The Bionic Woman) – serie TV, 1 episodio (1977)
- Starsky & Hutch (Starsky and Hutch) – serie TV, 1 episodio (1977)
- Charlie's Angels – serie TV, 1 episodio (1978)
- Un posto per l'inferno (When Hell Was in Session) – film TV (1979)
- Cuore e batticuore (Hart to Hart) – serie TV, 1 episodio (1979)
- Dallas – serie TV, 1 episodio (1981)
- Hazzard (The Dukes of Hazzard) – serie TV, 1 episodio (1982)
- Dynasty – serie TV, 5 episodi (1983)
- Falcon Crest – serie TV, 3 episodi (1983)
- General Hospital – serie TV (1983)
- Manimal – serie TV, 1 episodio (1983)
- T.J. Hooker – serie TV, 2 episodi (1983)
- Professione pericolo (The Fall Guy) – serie TV, 1 episodio (1984)
- Santa Barbara – serie TV, 2 episodi (1985)
- Un salto nel buio (Tales from the Darkside) – serie TV, episodio 1x21 (1985)
- A-Team – serie TV, 2 episodi (1983-1985)
- Magnum, P.I. – serie TV, 1 episodio (1987)
- Miami Vice – serie TV, 1 episodio (1987)
- Hunter – serie TV, 2 episodi (1985-1988)
- Un giustiziere a New York (The Equalizer) – serie TV, 1 episodio (1988)
- The Rocket Boy – film TV (1989)
- Seinfeld – serie TV, episodio 2x11 (1991)
- MacGyver – serie TV, 4 episodi (1986-1991)
- Un detective in corsia (Diagnosis Murder) – serie TV, 1 episodio (1995)
- X-Files (The X Files) – serie TV, episodio 3x19 (1996)
- Quell'uragano di papà (Home Improvement) – serie TV, 1 episodio (1996)
- Friends – serie TV, 1 episodio (1997)
- The Practice - Professione avvocati (The Practice) – serie TV, 1 episodio (1998)
- Più forte ragazzi (Martial Law) – serie TV, 3 episodi (1999-2000)
- Streghe (Charmed) – serie TV, 1 episodio (2001)
- West Wing - Tutti gli uomini del Presidente (The West Wing) – serie TV, episodii 1x11 e 3x14 (2001-2002)
- Alias – serie TV, 1 episodio (2001)
- Sucker Free City – film TV, regia di Spike Lee (2004)
- Law & Order - Unità vittime speciali (Law & Order: Special Victims Unit) – serie TV, 1 episodio (2004)
- Malcolm (Malcolm in the Middle) – serie TV, episodio 5x11 (2004)
- Totally Awesome – film TV (2006)
- Chuck – serie TV, episodio 1x05 (2007)
- The Big Bang Theory – serie TV, 2 episodi (2007-2008)
- Zoey 101 – serie TV, episodi 4x12-4x13 (2008)
- I'm in the Band – serie TV, 3 episodi (2010-2011)
- Agents of S.H.I.E.L.D. – serie TV, 1 episodio (2015)

### Doppiatore
- Godzilla (Godzilla, King of the Monsters!), regia di Ishirō Honda (1956)
- Mulan, regia di Tony Bancroft e Barry Cook (1998)
- Tarzan, regia di Kevin Lima e Chris Buck (1999)
- Le avventure di Jackie Chan (Jackie Chan Adventures) – serie animata, 18 episodi (2002-2004)
- Kung Fu Panda, regia di Mark Osborne e John Stevenson (2008)
- Kung Fu Panda 2, regia di Jennifer Yuh Nelson (2011)
- Kung Fu Panda - Mitiche avventure (Kung Fu Panda: Legends of Awesomeness) – serie animata, 38 episodi (2011-2016)
- Tom & Jerry: Operazione spionaggio (Tom and Jerry Spy Quest), regia di Spike Brandt e Tony Cervone – direct-to-video (2015)
- Star Wars Rebels – serie animata, episodi 1x10-2x06-3x09 (2015-2016)
- Kung Fu Panda 3, regia di Jennifer Yuh Nelson e Alessandro Carloni (2016)
- Kung Fu Panda - Le zampe del destino (Kung Fu Panda: The Paws of Destiny) – serie animata, 25 episodi (2018-2019)
- Red (Turning Red), regia di Domee Shi (2022)
- Wendell & Wild, regia di Henry Selick (2022)
- Kung Fu Panda 4, regia di Mike Mitchell (regista) e Jennifer Ma Stine (2024)

## Riconoscimenti
- Daytime Emmy Award
  - 2012 - Candidatura al miglior attore in una serie d'animazione per Kung Fu Panda - Mitiche avventure
- Screen Actors Guild Award
  - 2023 - Miglior cast cinematografico per Everything Everywhere All at Once

## Doppiatori italiani
Nelle versioni in italiano delle opere in cui ha recitato, James Hong è stato doppiato da:
- Oliviero Dinelli in L'Uomo Ombra, West Wing - Tutti gli uomini del Presidente (ep. 3x14), Malcolm, Balls of Fury - Palle in gioco, R.I.P.D. - Poliziotti dall'aldilà, I segreti non riposano in pace
- Gianfranco Bellini in Inno di battaglia, La cortina di bambù, Questa terra è la mia terra, L'assoluzione, Vice Versa - Due vite scambiate
- Giorgio Lopez ne La vedova nera, Sucker Free City
- Vittorio Stagni in Blade Runner, Friends
- Mauro Bosco in Grosso guaio a Chinatown, Agents of S.H.I.E.L.D.
- Vittorio Battarra in Vediamoci stasera... porta il morto, The Practice - Professione avvocati
- Mino Caprio in Las Vegas, I'm in the Band
- Antonio Palumbo in Zoey 101, Everything Everywhere All at Once
- Silvio Anselmo in Charlie's Angels
- Pino Ferrara ne Il più grande amatore del mondo
- Rodolfo Traversa in Rombo di tuono
- Paolo Buglioni ne Il bambino d'oro
- Luca Ernesto Mellina in China Girl
- Francesco Pannofino in Tango & Cash
- Gil Baroni ne Il grande inganno
- Rino Bolognesi in X-Files
- Sergio Tedesco in Millennium
- Guido Sagliocca in Law & Order - Unità vittime speciali
- Luigi Ferraro in West Wing - Tutti gli uomini del Presidente (ep. 1x11)
- Goffredo Matassi in L'arte della guerra
- Pierluigi Astore in Alias
- Dante Biagioni in Ultimatum alla terra
- Vincenzo Ferro in Bones
- Francesco Vairano in Hawaii Five-0
- Carlo Reali in Elementary
- Gerolamo Alchieri in Rush Hour
- Massimo Bitossi in Coppia di re
- Stefano Benassi ne La grande truffa

Da doppiatore è sostituito da:
- Francesco Vairano in Kung Fu Panda, Le festività di Kung Fu Panda, Kung Fu Panda 2, Kung Fu Panda - I segreti della pergamena, Kung Fu Panda 3, Kung Fu Panda - Le zampe del destino, Kung Fu Panda: Il cavaliere dragone
- Oliviero Dinelli in Kung Fu Panda - Mitiche avventure, Tom & Jerry: Operazione spionaggio, Red, Wendell & Wild, Kung Fu Panda 4
- Sergio Lucchetti in Star Wars Rebels, Archer
- Armando Bandini in Mulan
- Sergio Luzi in Stai fresco, Scooby-Doo!